# Mahdi Pirjahan
Mahdi Pirjahan (persisch مهدی پیرجهان‎, * 23. September 1999 in Täbris) ist ein iranischer Hürdenläufer, der sich auf den 400-Meter-Hürdenlauf spezialisiert hat und aktuell Inhaber des Landesrekordes ist.

## Sportliche Laufbahn
Erste internationale Erfahrungen sammelte Mahdi Pirjahan bei den Juniorenasienmeisterschaften 2018 in Gifu, bei denen er in 51,18 s die Bronzemedaille im Hürdenlauf gewann. Anschließend belegte er bei den U20-Weltmeisterschaften in Tampere in 51,15 s den siebten Platz. Im Jahr darauf erreichte er bei den Asienmeisterschaften in Doha mit neuer Bestleistung von 50,18 s Rang sechs. Er qualifizierte sich auch für die Weltmeisterschaften, die ebenfalls in Doha stattfanden und schied dort mit 50,46 s in der ersten Runde aus. Anschließend siegte er bei den Militärweltspielen in Wuhan in 49,61 s und gelangte mit der iranischen 4-mal-100-Meter-Staffel im Vorlauf nicht bis in das Ziel. 2022 gelangte er bei den Islamic Solidarity Games in Konya mit 49,35 s auf Rang vier über 400 m Hürden und im Jahr darauf belegte er bei den Asienmeisterschaften in Bangkok in 49,55 s den fünften Platz. Im August gelangte er bei den World University Games in Chengdu in 49,53 s auf den sechsten Platz, ehe er im Oktober bei den Asienspielen in Hangzhou mit 50,95 s den Finaleinzug verpasste.
2024 gewann er bei den Westasienmeisterschaften in Doha in 50,60 s die Silbermedaille über 400 m Hürden und im Jahr darauf belegte er bei den Asienmeisterschaften in Gumi in 50,51 s den fünften Platz. 
In den Jahren 2019 und 2021 sowie 2022 und 2025 wurde Pirjahan iranischer Meister im 400-Meter-Hürdenlauf sowie 2019 auch über 400 Meter.

## Persönliche Bestzeiten
- 400 Meter: 47,01 s, 25. Juli 2019 in Teheran
  - 400 Meter (Halle): 49,56 s, 8. Januar 2022 in Istanbul
- 400 m Hürden: 49,33 s, 29. August 2019 in Lucknow (iranischer Rekord)